# Pelegrí Casades i Gramatxes
Pelegrí Casades i Gramatxes (Barcelona, 27 de febrer de 1855 – ibídem, 14 de març de 1947) fou un advocat i historiador català, membre de l'Acadèmia de Bones Lletres de Barcelona.
Pelegrí Marià dels Dolors Antoni Casades i Gramatxes fou fill de Josep Maria Casades i Carreras, de Barcelona, i de Joaquima Gramatxes i Menós, de Barcelona. Va tenir un germà bessó, a qui van donar el nom de Lluís Gonçaga.
El 1879 es llicencià en dret a la Universitat de Barcelona i exercí de procurador als Tribunals. El mateix any va ingressar a l'Associació Catalanista d'Excursions Científiques, on va fe nombroses conferències i el 15 de juny de 1882 a l'Associació Artístico-Arqueològica Barcelonesa, de la que en va dirigir la seva "Revista" de 1892 a 1917 i de la que en fou nomenat secretari en 1896. El 1897 fou mantenidor dels Jocs Florals de Barcelona.
El 1894 va ingressar a l'Ateneu Barcelonès, del qual va ser nomenat secretari el 1903. Aquest mateix any va ingressar a l'Acadèmia de Bones Lletres de Barcelona a proposta d'Antoni Rubió i Lluch, Francesc de Bofarull i Sans i Joaquim Miret i Sans, i de la que també en serà secretari del 1918 al 1921. El 1926 fou nomenat vicepresident del Centre Excursionista de Catalunya.

## Obres
- Lo Lluçanès. Excursions a dita comarca (Barcelona, Tip. L'Avenç, 1897)
- Influència de l'art oriental en els monuments romànics de Catalunya (1903)
- Memòries d'un home que no arribà enlloc, memòries inèdites.